# Letting in the Sunshine
Letting in the Sunshine é um filme de comédia britânico de 1933, dirigido por Lupino Lane e estrelado por Albert Burdon, Renee Gadd e Molly Lamont.
Foi baseado em uma história de Anthony Asquith.

## Elenco
- Albert Burdon - Nobby Green
- Renee Gadd - Jane
- Molly Lamont - Lady Anne
- Henry Mollison - Duvine
- Herbert Langley
- Eric Le Fre - Bill
- Ethel Warwick - Housekeeper
- Syd Crossley - Jenkyns
- Toni Edgar-Bruce - Lady Warminster